# Puchar Polski w piłce siatkowej kobiet (1972/1973)
Puchar Polski w piłce siatkowej kobiet 1972/1973 (Puchar Polski o "Puchar Sportowca") – 17. sezon rozgrywek o siatkarski Puchar Polski, rozgrywany od 1932 roku.

## Klasyfikacja końcowa
| Miejsce | Drużyna           |
| ------- | ----------------- |
| 1.      | Kolejarz Katowice |
| 2.      | Płomień Milowice  |
| 3.      | AZS AWF Warszawa  |
| 4.      | Odra Wrocław      |